# Віктор Бабеш
Віктор Бабеш (рум. Victor Babeș; 4 липня 1854, Відень, Австрійська імперія — 19 жовтня 1926, Бухарест) — румунський лікар, біолог, один з перших мікробіологів. Здійснив значний внесок у вивчення сказу, лепри, дифтерії, туберкульозу та інших інфекційних захворювань. Вважається батьком румунської мікробіології. Його брат Аурел Бабеш став відомим румунським хіміком.

## Біографія
Народився у Відні, його мати, Софія Гольдшнейдер, походила з впливової віденської родини, а його батько Вінсент Бабеш, румун за національністю, походив з Банату, був депутатом парламенту. Спочатку Бабеш вивчав драматургію в Будапештській консерваторії, але перейшов навчатися до вищої медичної школи після того, як його сестра померла від туберкульозу. Навчався медицині в 1872—1878 роках у Відні.
Спершу він працював у лабораторії патологічної гістології в Будапешті (1874—1881), а протягом 1885—1889 років працював там на посаді професора. Після відкриттів Луї Пастера його привабила мікробіологія і він вирушив до Парижу, де деякий час працював у лабораторії Пастера, потім з Віктором Корнілом, з яким вони написали першій у світі підручник з бактеріології «Bacteriile și rolul lor în anatomia și histologia patologică a bolilor infecțioase». У 1885—1886 роках він працював у Берліні в лабораторіях Рудольфа Вірхова та Роберта Коха. У 1887 році переїхав до Бухареста і був призначений професором кафедри патологічної анатомії та бактеріології та першим директором новоствореного Інституту патології та бактеріології, який сьогодні носить його ім'я. Він вважається ключовим фундатором Румунського університету мікробіології.

## Науковий і суспільний доробок
Його наукова діяльність була багатогранною, з акцентом на питання туберкульозу, лепри, сказу і вакцинації проти нього, серотерапії дифтерії. Він продемонстрував наявність збудників туберкульозу в сечі хворих. Взагалі за життя він виділив і вивчив більше 40 патогенних мікроорганізмів. Особливе значення мало відкриття ним класу паразитів — непігментованих внутрішньоклітинних спорозоїтів, які спричинюють гарячку в котів та інших хребетних, а також, як пізніше виявлено, хворобу у людей. На Міжнародному зоологічному конгресі в Лондоні 1900 року цих паразитів назвали бабезіями на його честь, а саму хворобу — бабезіозом.
У 1892 році Бабеш разом з Георге Марінеску та Павлом Блоком випустив у світ «Атлас патологічної гістології нервової системи» (Atlas de Histologie patologică a Sistemului Nervos). Він багато років був редактором «Анналів Інституту патології та бактеріології» (Analele Institutului de Patologie și Bacteriologie) в Бухаресті. Він заснував часописи «Медична Румунія» (România medicală, 1893 рік) та «Архіви медичної науки» (Archives des sciences médicales, 1895 рік).
Віктор Бабеш створив концепцію, яку можна назвати «патоморфологією інфекційного процесу», синтезом мікробіології з гістопатологією.
Діяльність Бабеш також вплинула на розвиток ветеринарної медицини, він надав нові рекомендації, тісно пов'язані з цілями профілактичної медицини. Після цього в Румунії було запроваджено вакцинацію проти сказу, вдосконалення методу серотерапії.
Його ґрунтовні дослідження мікробних антагонізмів мали значення для створення у подальшому концепції антибактерійного лікування.
У 1893 році його було обрано членом Румунської академії. Він був член-кореспондентом Паризької медичної академії та офіцером ордену Почесного легіону.
Бабеш багато часу приділяв боротьбі з пелагрою (недостатність вітаміну РР) у Румунії, він вважав, що її широке поширення відбувається через дії землевласників, які не залишали своїм кріпакам білкової їжі через непомірні побори. Він боровся з поширенням туберкульозу, підкреслюючі його соціальний характер. Бабеш був глибоко стурбований проблемами профілактичної медицини, займаючись такими питаннями як водопостачання населених пунктів, наукова організація боротьби з епідеміями тощо.
Він послідовно підтримував вивчення об'єктивного характеру світу, законів природи та причинності, сповідував матеріалізм, що виклав у своїх філософських роботах «Considerațiuni asupra raportului științelor naturale către filozofie» (Роздуми про зв'язок природних наук з філософією) (1879 р.), «Credință și știință» (Віра в науку) (1924 р.).

## Наукові праці
- Über Poliomyelitis anterior, 1877
- Ueber die selbständige combinirte Seiten- und Hinterstrangsclerose des Rückenmarks, [Virchows] Archiv für pathologische Anatomie und Physiologie und für klinische Medicin,Berlin, 1876
- Ueber einen im menschlichen Peritoneum gefundenen Nematoden, [Virchows] Archiv für pathologische Anatomie und Physiologie und für klinische Medicin, Berlin, volume LXXXI
- Studien über Safraninfärbung, 1881
- Bakterien des rothen Schweisses, 1881
- Eine experimentelle Studie über den Einfluss des Nervensystems auf die pathologischen Veränderungen der Haut, с Arthur von Irsay, Vierteljahresschrift für Dermatologie
- Les bactéries et leur rôle dans l'anatomie et l'histologie pathologiques des maladies infectieuses,1 volume and Atlas, Paris, F. Alcan, 1885
- Über isoliert färbbare Antheile von Bakterien, Zeitschrift für Hygiene, Leipzig, 1889, 5: 173—190
- Observations sur la morve, Archives de médecine experimentale et d'anatomie pathologique, 1891, 3:619-645
- Atlas der pathologischen Histologie des Nervensystems, Berlin, Hirschwald, 1892
- Untersuchungen über Koch's Kommabacillus, [Virchows] Archiv für pathologische Anatomie und Physiologie und für klinische Medicin, Berlin
- Untersuchungen über den Leprabazillus und über die Histologie der Lepra, Berlin, 1898
- Beobachtungen über Riesenzellen, Stuttgart, 1905
- Über die Notwendigkeit der AbVerfahrens der Wutbehandlungänderung des Pasteur'schen, Zeitschrift für Hygiene und Infektionskrankheiten, Leipzig, 1908, 58:401-412.

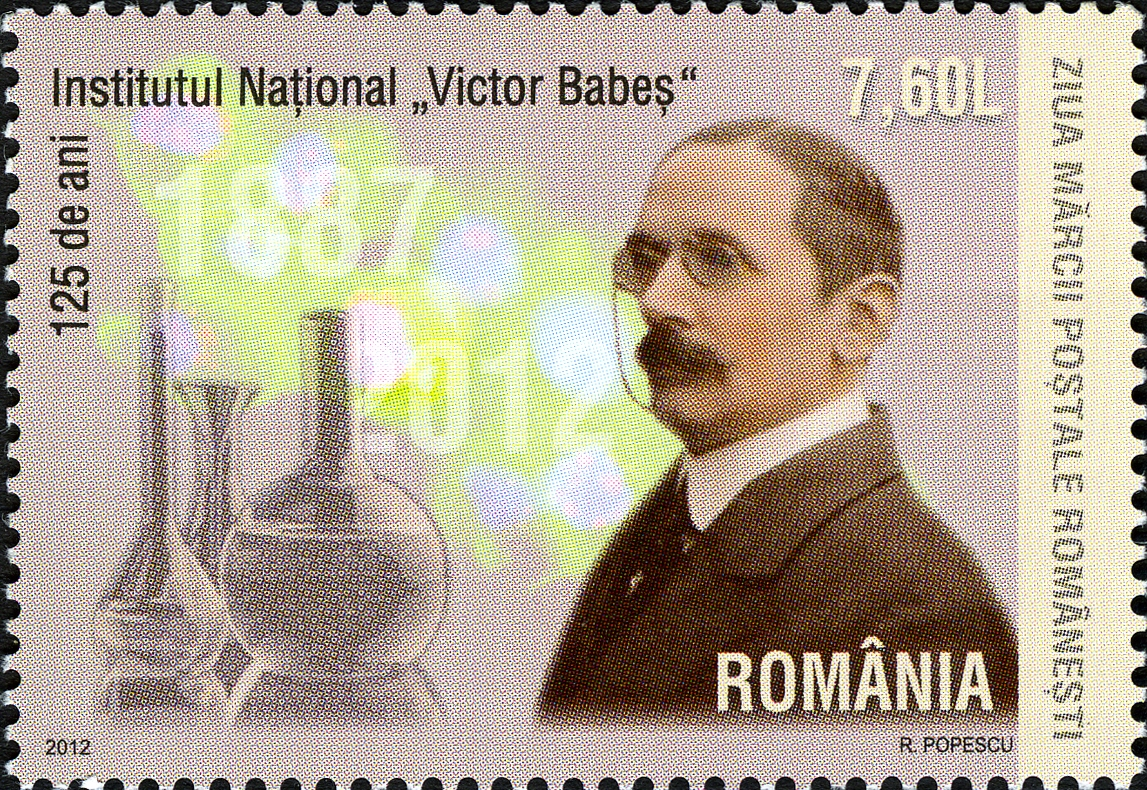
Віктор Бабеш на румунській поштовій марці 2012 року

## Визнання
Ім'я вченого носять Університет ім. Бабеша у Клуж-Напока та Університет медицини і фармації ім. Віктора Бабеша.
На честь ученого названі:
- Тільця Бабеша-Ернста — мета-хроматичні гранули в цитоплазмі грам-позитивних бактерій, таких як дифтерійна паличка.
- Вузлики Бабеша — включення в уражених вірусом сказу та деякими іншими вірусами нейронах.
- Babesia — найпростіші з роду Hemosporidiae.
- Бабезіоз — інфекційна хвороба, яку спричинюють Babesia.